# Centropogon cornutus
Centropogon cornutus là loài thực vật có hoa trong họ Hoa chuông. Loài này được (L.) Druce mô tả khoa học đầu tiên năm 1913 publ. 1914.